# Gradica
Gradicë en albanais et Gradica en serbe latin (en serbe cyrillique : Градица) est une localité du Kosovo située dans la commune/municipalité de Gllogoc/Glogovac, district de Pristina (Kosovo) ou district de Kosovo (Serbie). Selon le recensement kosovar de 2011, elle compte 842 habitants, dont 838 Albanais.

## Démographie

### Évolution historique de la population dans la localité
| 1948 | 1953 | 1961 | 1971 | 1981  | 1991  | 2011 |
| ---- | ---- | ---- | ---- | ----- | ----- | ---- |
| 574  | 629  | 723  | 918  | 1 033 | 1 131 | 842  |

|  |